# Sauges
Sauges (toponimo francese) è una frazione del comune svizzero di La Grande Béroche (Canton Neuchâtel).

## Geografia fisica
Sauges si trova sulla sponda nordoccidentale del lago di Neuchâtel.

## Storia
Già comune autonomo che si estendeva per 1,47 km², nel 1888 è stato accorpato all'altro comune soppresso di Saint-Aubin per formare il nuovo comune di Saint-Aubin-Sauges il quale a sua volta, in seguito all'esito favorevole del referendum del 27 novembre 2016, il 1º gennaio 2018 è stato aggregato agli altri comuni soppressi di Bevaix, Fresens, Gorgier, Montalchez e Vaumarcus per formare il nuovo comune di La Grande Béroche.

## Società

### Evoluzione demografica
L'evoluzione demografica è riportata nella seguente tabella:
Abitanti censiti

## Economia
L'economia locale si basa prevalentemente sul settore secondario.